# Women’s Twenty20 Asia Cup 2024
Der Women’s Twenty20 Asia Cup 2024 war die neunte Austragung des Women’s Asia Cups, einem Cricketwettbewerb für asiatische Nationalmannschaften. Diese Ausgabe wurde zwischen dem 19. und 28. Juli 2024 in Sri Lanka ausgetragen. Im Finale setzte sich Sri Lanka mit 3 Wickets gegen Indien durch.

## Teilnehmer
Die Teilnehmer waren die vier asiatischen Nationen, die am höchsten in der WTwenty20-Weltrangliste standen, sowie vier Mannschaften die über ein Qualifikationsturnier ermittelt wurden.
| - Bangladesch - Indien - Malaysia - Nepal - Pakistan - Sri Lanka - Thailand - Ver. Arab. Emirate |

## Austragungsort
Das folgende Stadion wurde für das Turnier als Austragungsort bekanntgegeben.
| Stadion                                | Stadt    | Kapazität |
| -------------------------------------- | -------- | --------- |
| Rangiri Dambulla International Stadium | Dambulla | 16.800    |

## Kaderlisten
Die Mannschaften benannten die folgenden Spielerinnen für das Turnier.
| WTwenty20 | WTwenty20 | WTwenty20 | WTwenty20 |
| Bangladesch | Indien | Malaysia | Nepal |
| --- | --- | --- | --- |
| - Nigar Sultana (K, wk) - Nahida Akter (VK) - Rumana Ahmed - Dilara Akter (wk) - Marufa Akter - Shorna Akter - Jahanara Alam - Rubya Haider - Rabeya Khan - Murshida Khatun - Shorifa Khatun - Sultana Khatun - Ritu Moni - Sabikun Nahar - Ishma Tanjim | - Harmanpreet Kaur (K) - Smriti Mandhana (VK) - Uma Chetry (wk) - Richa Ghosh (wk) - Dayalan Hemalatha - Shreyanka Patil - Arundhati Reddy - Jemimah Rodrigues - Sajeevan Sajana - Deepti Sharma - Renuka Singh - Asha Sobhana - Pooja Vastrakar - Shafali Verma - Radha Yadav                                     | - Winifred Duraisingam (K) - Nur Aishah - Aisya Eleesa - Mas Elysa - Ainna Hamizah Hashim - Elsa Hunter - Mahirah Izzati Ismail - Wan Julia (wk) - Suabika Manivannan - Dhanusri Muhunan - Irdina Beh Nabil - Aina Najwa (wk) - Nur Arianna Natsya - Amalin Sorfina - Nur Izzatul Syafiqa                                                          | - Indu Barma (K) - Rajmati Airee - Dolly Bhatta - Mamta Chaudhary (wk) - Rubina Chhetry - Kabita Joshi - Samjhana Khadka - Kabita Kunwar - Sita Rana Magar - Puja Mahato - Kritika Marasini - Sabnam Rai - Bindu Rawal - Kajal Shrestha (wk) - Roma Thapa                        |
| Pakistan | Sri Lanka | Thailand | Ver. Arab. Emirate |
| - Nida Dar (K) - Muneeba Ali (wk) - Najiha Alvi (wk) - Sidra Ameen - Diana Baig - Gull Feroza - Tuba Hassan - Sadia Iqbal - Iram Javed - Aliya Riaz - Tasmia Rubab - Fatima Sana - Nashra Sandhu - Syeda Aroob Shah - Omaima Sohail                      | - Chamari Athapaththu (K) - Nilakshi de Silva - Kavisha Dilhari - Shashini Gimhani - Vishmi Gunaratne - Ama Kanchana - Kawya Kavindi - Achini Kulasuriya - Sugandika Kumari - Sachini Nisansala - Inoshi Priyadharshani - Hasini Perera - Udeshika Prabodhani - Anushka Sanjeewani (wk) - Harshitha Samarawickrama | - Thipatcha Putthawong (K) - Nattaya Boochatham - Kanyakoran Bunthansen - Nannaphat Chaihan - Sunida Chaturongrattana - Onnicha Kamchomphu - Rosenanee Kanoh - Suwanan Khiaoto (wk) - Nannapat Koncharoenkai (wk) - Suleeporn Laomi - Phannita Maya - Chayanisa Phengpaen - Chanida Sutthiruang - Aphisara Suwanchonrathi - Koranit Suwanchonrathi | - Esha Oza (K, wk) - Samaira Dharnidharka - Heena Hotchandani - Lavanya Keny - Kavisha Egodage - Suraksha Kotte - Vaishnave Mahesh - Indhuja Nandakumar - Rinitha Rajith - Rishitha Rajith - Rithika Rajith - Khushi Sharma - Theertha Satish (wk) - Emily Thomas - Mehak Thakur |

## Vorrunde

### Gruppe A
Tabelle
| Gruppe A           | Sp. | S | N | NR | P | NRR    |
| ------------------ | --- | - | - | -- | - | ------ |
| Indien             | 3   | 3 | 0 | 0  | 6 | +3.615 |
| Pakistan           | 3   | 2 | 1 | 0  | 4 | +1.102 |
| Nepal              | 3   | 1 | 2 | 0  | 2 | −2.042 |
| Ver. Arab. Emirate | 3   | 0 | 3 | 0  | 0 | −2.780 |

Spiele
| 19. Juli Scorecard | Dambulla | Ver. Arab. Emirate 115-8 (20) | – | Nepal 118-4 (16.1) |
|                    |          | Nepal gewinnt mit 6 Wickets   |   |                    |

Nepal gewann den Münzwurf und entschied sich als Feldmannschaft zu beginnen. Als Spielerin des Spiels wurde Samjhana Khadka ausgezeichnet.
| 19. Juli Scorecard | Dambulla | Pakistan 108 (19.2)          | – | Indien 112-3 (14.1) |
|                    |          | Indien gewinnt mit 7 Wickets |   |                     |

Pakistan gewann den Münzwurf und entschied sich als Schlagmannschaft zu beginnen. Als Spielerin des Spiels wurde Deepti Sharma ausgezeichnet.
| 21. Juli Scorecard | Dambulla | Indien 201-5 (20)          | – | Ver. Arab. Emirate 123-7 (20) |
|                    |          | Indien gewinnt mit 78 Runs |   |                               |

Die Ver. Arab. Emiraten gewannen den Münzwurf und entschieden sich als Feldmannschaft zu beginnen. Als Spielerin des Spiels wurde Richa Ghosh ausgezeichnet.
| 21. Juli Scorecard | Dambulla | Nepal 108-6 (20)               | – | Pakistan 110-1 (11.5) |
|                    |          | Pakistan gewinnt mit 9 Wickets |   |                       |

Pakistan gewann den Münzwurf und entschied sich als Feldmannschaft zu beginnen. Als Spielerin des Spiels wurde Gull Feroza ausgezeichnet.
| 23. Juli Scorecard | Dambulla | Ver. Arab. Emirate 103-8 (20)   | – | Pakistan 107-0 (14.1) |
|                    |          | Pakistan gewinnt mit 10 Wickets |   |                       |

Pakistan gewann den Münzwurf und entschied sich als Feldmannschaft zu beginnen. Als Spielerin des Spiels wurde Gull Feroza ausgezeichnet.
| 23. Juli Scorecard | Dambulla | Indien 178-3 (20)          | – | Nepal 96-9 (20) |
|                    |          | Indien gewinnt mit 82 Runs |   |                 |

Indien gewann den Münzwurf und entschied sich als Schlagmannschaft zu beginnen. Als Spielerin des Spiels wurde Shafali Verma ausgezeichnet.

### Gruppe B
Tabelle
| Gruppe B    | Sp. | S | N | NR | P | NRR    |
| ----------- | --- | - | - | -- | - | ------ |
| Sri Lanka   | 3   | 3 | 0 | 0  | 6 | +3.988 |
| Bangladesch | 3   | 2 | 1 | 0  | 4 | +1.971 |
| Thailand    | 3   | 1 | 2 | 0  | 2 | −0.858 |
| Malaysia    | 3   | 0 | 3 | 0  | 0 | −4.667 |

Spiele
| 20. Juli Scorecard | Dambulla | Thailand 133-6 (20)          | – | Malaysia 111-8 (20) |
|                    |          | Thailand gewinnt mit 22 Runs |   |                     |

Thailand gewann den Münzwurf und entschied sich als Schlagmannschaft zu beginnen. Als Spielerin des Spiels wurde Nannapat Koncharoenkai ausgezeichnet.
| 20. Juli Scorecard | Dambulla | Bangladesch 111-8 (20)          | – | Sri Lanka 114-3 (17.1) |
|                    |          | Sri Lanka gewinnt mit 7 Wickets |   |                        |

Bangladesch gewann den Münzwurf und entschied sich als Schlagmannschaft zu beginnen. Als Spielerin des Spiels wurde Vishmi Gunaratne ausgezeichnet.
| 22. Juli Scorecard | Dambulla | Sri Lanka 184-4 (20)           | – | Malaysia 40 (19.5) |
|                    |          | Sri Lanka gewinnt mit 144 Runs |   |                    |

Sri Lanka gewann den Münzwurf und entschied sich als Schlagmannschaft zu beginnen. Als Spielerin des Spiels wurde Chamari Athapaththu ausgezeichnet.
| 22. Juli Scorecard | Dambulla | Thailand 96-9 (20)                | – | Bangladesch 100-3 (17.3) |
|                    |          | Bangladesch gewinnt mit 7 Wickets |   |                          |

Thailand gewann den Münzwurf und entschied sich als Schlagmannschaft zu beginnen. Als Spielerin des Spiels wurde Rabeya Khan ausgezeichnet.
| 24. Juli Scorecard | Dambulla | Bangladesch 191-2 (20)           | – | Malaysia 77-8 (20) |
|                    |          | Bangladesch gewinnt mit 114 Runs |   |                    |

Bangladesch gewann den Münzwurf und entschied sich als Schlagmannschaft zu beginnen. Als Spielerin des Spiels wurde Murshida Khatun ausgezeichnet.
| 24. Juli Scorecard | Dambulla | Thailand 93-7 (20)               | – | Sri Lanka 94-0 (11.3) |
|                    |          | Sri Lanka gewinnt mit 10 Wickets |   |                       |

Thailand gewann den Münzwurf und entschied sich als Schlagmannschaft zu beginnen. Als Spielerin des Spiels wurde Chamari Athapaththu ausgezeichnet.

## Halbfinale
| 26. Juli Scorecard | Dambulla | Bangladesch 80-8 (20)         | – | Indien 83-0 (11) |
|                    |          | Indien gewinnt mit 10 Wickets |   |                  |

Bangladesch gewann den Münzwurf und entschied sich als Schlagmannschaft zu beginnen. Als Spielerin des Spiels wurde Renuka Singh ausgezeichnet. 
| 26. Juli Scorecard | Dambulla | Pakistan 140-4 (20)             | – | Sri Lanka 141-7 (19.5) |
|                    |          | Sri Lanka gewinnt mit 3 Wickets |   |                        |

Sri Lanka gewann den Münzwurf und entschied sich als Feldmannschaft zu beginnen. Als Spielerin des Spiels wurde Chamari Athapaththu ausgezeichnet.

## Finale
| 28. Juli Scorecard | Dambulla | Indien 165-6 (20)               | – | Sri Lanka 167-2 (18.4) |
|                    |          | Sri Lanka gewinnt mit 8 Wickets |   |                        |

Indien gewann den Münzwurf und entschied sich als Schlagmannschaft zu beginnen. Als Spielerin des Spiels wurde Harshitha Samarawickrama ausgezeichnet. 